# Komárov (Berouni járás)
Komárov település Csehországban, a Berouni járásban. Komárov Újezd, Zaječov, Olešná, Osek, Malá Víska, Chaloupky, Jivina és Hvozdec településekkel határos. Lakosainak száma 2408 fő (2024. január 1.).

## Népesség
A település lakosságának változását az alábbi diagram mutatja:
| Lakosok száma | 1262 | 1103 | 1542 | 1575 | 2271 | 2466 | 2407 | 2419 | 2418 | 2408 |
|               | 1869 | 1890 | 1921 | 1950 | 1980 | 2001 | 2017 | 2019 | 2022 | 2024 |